# Pseudotrichia
Pseudotrichia är ett släkte av svampar. Enligt Catalogue of Life ingår Pseudotrichia i ordningen Pleosporales, klassen Dothideomycetes, divisionen sporsäcksvampar och riket svampar, men enligt Dyntaxa är tillhörigheten istället familjen Melanommataceae, ordningen Pleosporales, klassen Dothideomycetes, divisionen sporsäcksvampar och riket svampar.
|               | Pleomassariaceae |
|               | |
|               | Naetrocymbaceae |
|               | |
|               | Dacampiaceae |
|               | |
|               | Arthopyreniaceae |
|               | |
|               | Aigialaceae |
|               | |
|               | Amniculicolaceae |
|               | |
|               | Corynesporascaceae |
|               | |
|               | Cucurbitariaceae |
|               | |
|               | Delitschiaceae |
|               | |
|               | Diademaceae |
|               | |
|               | Didymosphaeriaceae |
|               | |
|               | Dothidotthiaceae |
|               | |
|               | Fenestellaceae |
|               | |
|               | Leptosphaeriaceae |
|               | |
|               | Lindgomycetaceae |
|               | |
|               | Lophiostomataceae |
|               | |
|               | Massarinaceae |
|               | |
|               | Melanommataceae |
|               | |
|               | Montagnulaceae |
|               | |
|               | Morosphaeriaceae |
|               | |
|               | Mytilinidiaceae |
|               | |
|               | Parodiellaceae |
|               | |
|               | Phaeosphaeriaceae |
|               | |
|               | Phaeotrichaceae |
|               | |
|               | Pleosporaceae |
|               | |
|               | Sporormiaceae |
|               | |
|               | Testudinaceae |
|               | |
|               | Tetraplosphaeriaceae |
|               | |
|               | Tubeufiaceae |
|               | |
|               | Venturiaceae |
|               | |
|               | Zopfiaceae |
|               | |
|               | Phoma |
|               | |
|               | Speira |
|               | |
|               | Centrospora |
|               | |
|               | Mycocentrospora |
|               | |
|               | Pyrenochaeta |
|               | |
|               | Stagonosporopsis |
|               | |
|               | Ascochyta |
|               | |
|               | Anguillospora |
|               | |
|               | Sporidesmium |
|               | |
|               | Ascochytula |
|               | |
|               | Ascochytella |
|               | |
|               | Sporocybe |
|               | |
|               | Periconia |
|               | |
|               | Berkleasmium |
|               | |
|               | Didymella |
|               | |
|               | Herpotrichia |
|               | |
|               | Dictyosporium |
|               | |
|               | Fusculina |
|               | |
|               | Briansuttonia |
|               | |
|               | Leptosphaerulina |
|               | |
|               | Elegantimyces |
|               | |
|               | Phaeostagonospora |
|               | |
|               | Massariosphaeria |
|               | |
|               | Extrusothecium |
|               | |
|               | Ascoronospora |
|               | |
|               | Hyalobelemnospora |
|               | |
|               | Immotthia |
|               | |
|               | Helicascus |
|               | |
|               | Dactuliophora |
|               | |
|               | Clavariopsis |
|               | |
|               | Subbaromyces |
|               | |
|               | Pseudochaetosphaeronema |
|               | |
|               | Coronospora |
|               | |
|               | Protocucurbitaria |
|               | |
| Pseudotrichia | \| \| Pseudotrichia stromatophila \| \| \| \| \| \| Pseudotrichia aurata \| \| \| \| \| \| Pseudotrichia minor \| \| \| \| \| \| Pseudotrichia mutabilis \| \| \| \| \| \| Pseudotrichia allequashensis \| \| \| \| \| \| Pseudotrichia viburnicola \| \| \| \| |
|               | \| \| Pseudotrichia stromatophila \| \| \| \| \| \| Pseudotrichia aurata \| \| \| \| \| \| Pseudotrichia minor \| \| \| \| \| \| Pseudotrichia mutabilis \| \| \| \| \| \| Pseudotrichia allequashensis \| \| \| \| \| \| Pseudotrichia viburnicola \| \| \| \| |
|               | Trematosphaeriopsis |
|               | |
|               | Passerinula |
|               | |
|               | Metameris |
|               | |
|               | Neopeckia |
|               | |
|               | Cheiromoniliophora |
|               | |
|               | Digitodesmium |
|               | |
|               | Boeremia |
|               | |
|               | Amarenomyces |
|               | |
|               | Setomelanomma |
|               | |
|               | Didymocrea |
|               | |
|               | Wettsteinina |
|               | |
|               | Letendraea |
|               | |
|               | Rhopographus |
|               | |
|               | Shiraia |
|               | |
|               | Farlowiella |
|               | |
|               | Paraliomyces |
|               | |
|               | Macroventuria |
|               | |
|               | Neophaeosphaeria |
|               | |
|               | Pseudodidymella |
|               | |
|               | Mycodidymella |
|               | |
|               | Ochrocladosporium |
|               | |
|               | Cheirosporium |
|               | |
|               | Margaretbarromyces |
|               | |
|               | Versicolorisporium |
|               | |
|               | Monoblastiopsis |
|               | |
|               | Ocala |
|               | |
|               | Lentithecium |
|               | |
|               | Tingoldiago |
|               | |
|               | Wicklowia |
|               | |
|               | Aquaticheirospora |
|               | |
|               | Ascorhombispora |
|               | |
|               | Pseudotrichia stromatophila |
|               | |
|               | Pseudotrichia aurata |
|               | |
|               | Pseudotrichia minor |
|               | |
|               | Pseudotrichia mutabilis |
|               | |
|               | Pseudotrichia allequashensis |
|               | |
|               | Pseudotrichia viburnicola |
|               | |

|  | Pseudotrichia stromatophila  |
|  |                              |
|  | Pseudotrichia aurata         |
|  |                              |
|  | Pseudotrichia minor          |
|  |                              |
|  | Pseudotrichia mutabilis      |
|  |                              |
|  | Pseudotrichia allequashensis |
|  |                              |
|  | Pseudotrichia viburnicola    |
|  |                              |